# Bogdan Buhuș
Bogdan Constantin Buhuș (Bârlad, 30 ottobre 1979) è un ex calciatore rumeno, di ruolo difensore.

## Carriera

### Club
Ha giocato nella massima serie rumena.

## Palmarès

### Club

#### Competizioni nazionali
- Liga II: 1

UTA Arad: 2002-2003